# Bawełniak aztecki
Bawełniak aztecki (Sigmodon mascotensis) – gatunek ssaka z podrodziny bawełniaków (Sigmodontinae) w obrębie rodziny chomikowatych (Cricetidae).

## Zasięg występowania
Bawełniak aztecki występuje na równinach przybrzeżnych i wewnętrznych basenach zachodniego Meksyku, od południowego Nayarit, skrajnie południowego Durango i południowo-zachodniego Zacatecas na południe do skrajnie południowo-zachodniego Chiapas i na wschód do zachodniego Hidalgo, zachodniej Puebla i północno-zachodniej Oaxacy.

## Taksonomia
Gatunek po raz pierwszy zgodnie z zasadami nazewnictwa binominalnego opisał w 1897 roku amerykański zoolog Joel Asaph Allen nadając mu nazwę Sigmodon mascotensis. Holotyp pochodził z Mascoty, w Mineral San Sebastián, na wysokości 1006 m n.p.m., w Jalisco, w Meksyku.
Uważano, że S. mascotensis obejmuje trzy możliwe do zdiagnozowania populacje traktowane jako ważne podgatunki, ale ostatnia rewizja taksonomiczna wykazała, że szerokie wzorce zmienności wewnątrzgatunkowej nie są zgodne z konwencjonalnymi oznaczeniami podgatunków. Dopóki nie zostanie przeprowadzona dokładna rewizja, przedwczesne jest wyróżnianie podgatunków lub tworzenie map rozmieszczenia geograficznego i ekologicznego. Autorzy Illustrated Checklist of the Mammals of the World uznają ten takson za gatunek monotypowy.

### Etymologia
- Sigmodon: gr. σῖγμα sigma „litera Σ”; ὀδούς odous, ὀδóντος odontos „ząb”; w aluzji do sigmoidalnego wzoru na zębach trzonowych gdy ich korony są zużyte[13].
- mascotensis: Mascota, Jalisco, Meksyk[14].

## Morfologia
Długość ciała (bez ogona) 125–200 mm, długość ogona 75–138 mm, długość ucha 17–23 mm, długość tylnej stopy 30–40 mm; masa ciała 70–211 g.

## Ekologia
Lubi tereny rolnicze.

## Populacja
Są powszechne.

## Zagrożenia
Zagrożenia dla tego gatunku nie są znane.